# Паринакота (провінція)
Провінція Паринакота (ісп. Provincia de Parinacota) — провінція Чилі у складі регіону Арика-і-Паринакота, названа на честь вулкану Паринакота.

## Адміністративний поділ
Провінція включає 2 комуни:
- Хенераль-Лагос. Адміністративний центр — Вісвірі.
- Путре. Адміністративний центр — Путре.

| Чилі | Це незавершена стаття з географії Чилі. Ви можете допомогти проєкту, виправивши або дописавши її. |